# Bisbat de Carpi
|  | Per a altres significats sobre la seu episcopal titular homònima, vegeu «Bisbat de Carpi (Proconsular)». |

El bisbat de Carpi (italià: diocesi di Carpi; llatí: Dioecesis Carpensis) és una seu de l'Església catòlica, sufragània de l'arquebisbat de Mòdena-Nonantola, que pertany a la regió eclesiàstica Emília-Romanya. El 2006 tenia 114.481 batejats d'un total de 121.223 habitants. Actualment està regida pel bisbe Francesco Cavina.

## Territori
La diòcesi comprèn la ciutat de Carpi i alguns municipis limítrofs a la província de Mòdena: San Possidonio, Novi di Modena, Concordia sulla Secchia i Mirandola, a més de Rolo a la província de Reggio de l'Emília.
La seu episcopal es troba a la ciutat de Carpi, on es troba la catedral de Santa Maria Assunta, malmesa com gairebé totes les esglésies de la diòcesi en el terratrèmol del 29 de maig de 2012.
La primera edificació mariana, corresponen a la fundació de la ciutat per part del rei Aistulf, va ser l'església de Santa Maria in Castello, anomenada "La Sagra".
A la ciutat hi ha dos monestirs femenins de clausura, un de caputxines i l'altre de clarisses) i un convent masculí de Frares Menors, existent des del segle xiii.

## Història
L'Església de Carpi, segons la tradició fundada pel rei longobard Aistulf en 751, s'esmenta per primera vegada en dues butlles papals de 1113 i de 1123, en les quals l'església de Santa Maria està exempta de la jurisdicció episcopal del bisbe de Reggio i està directament subjecta a la Santa Seu. La independència i privilegis corresponents, a causa de desacords amb l'Església de Reggio Emília, van ser confirmats i reconeguts explícitament pels papes successius, especialment els Papes Gregori VII i Urbà II. Durant el govern de la família Pio la ciutat es va embellir amb l'església de Santa Maria de l'Assumpció, que posteriorment es convertiria en la catedral, el temple de Sant Nicolau, el convent de Sant Roc, el monestir de Santa Clara i moltes altres obres.
A petició dels Pio els papes Juli II i Lleó X, amb butlles Vice illius de l'1 de febrer de 1512 i Romani Pontificis de l'1 de maig de 1515 s'amplià el territori de l'arxiprestat nullius dioecesis sostraient algunes parròquies de la diòcesi de Mòdena, de l'abadia de Nonantola i de la diòcesi de Reggio Emilia. Els arxiprestes van rebre les facultats ordinàries pròpies dels bisbes; i alguns d'ells van rebre més tard també el caràcter episcopal ad personam. El 23 d'octubre de 1643 sant Bernardí de Siena va ser proclamat sant patró principal de la ciutat, mantenint en segon lloc, el patrocini de sant Francesc d'Assís, de sant Sebastià i de Sant Valerià.
L'arxiprestat nullius va ser convertida en diòcesi pel Papa Pius VI l'1 de desembre de 1779 amb la butlla Inter plurimas; el primer bisbe va ser Francesco Benincasa de Sassuolo, que havia estat l'últim arxipreste. En 1821 es va annexionar el territori dels municipis existents de Concordia sulla Secchia, Mirandola i San Possidonio per la diòcesi de Reggio Emilia. El 1822 el control de la parròquia aïllada de Trebbio (als Apenins modenencs), passà a quedar sota la jurisdicció de la diòcesi de Mòdena. En 1872 s'afegí la parròquia de Rolo, a la província de Reggio Emilia, de la diòcesi de Màntua.
Originalment sufragània de Bolonya, el 1855, després de la creació de la metròpoli de Mòdena, es va convertir en part de la segona. Els anys de la Segona Guerra Mundial i de la postguerra van ser durs, però van veure quan l'exemple de caritat cristiana de moltes figures, sobretot des del punt de vista social. Monsenyor Zuanna es va comprometre personalment per evitar la massacre de civils a Limidi, i es dedicà a la cura dels presos (primer dels opositors i deportats, després dels pro-feixistes) en el camp de concentració de Fossoli.
Aquests van ser els anys del sacrifici de la vida de Francesco Venturelli i d'Odoardo Focherini. En aquest període també hi hagué les obres de Marianna Saltini, anomenada Mamma Nina di el seu germà Don Zeno Saltini, fundador de Nomadelfia. El 2008 va ser inaugurat i obert al públic el Museu Diocesà d'Art Sacre, amb el nom del "Cardenal Rodolfo Pio di Savoia" porper a l'església de Sant Ignasi, adjacent al seminari episcopal.
El terratrèmol de 2012 va destruir gairebé completament esglésies, oratoris, capelles, canòniques, convents i parròquies. Carpi i la seva diòcesi han estat visitades per cinc Papes: Gregori VII el 1077, Pasqual II el 1106, Luci III el 1181 i Joan Pau II el 1988; aquest últim va pronunciar un discurs a la plaça dels Màrtirs i es va trobar amb els joves a la Catedral, acompanyat pel bisbe Alessandro Maggiolini.
El 26 de juny de 2012 Benet XVI va visitar Rovereto sul Secchia, al municipi de Novi di Modena, resant davant de l'església de Santa Caterina d'Alexandria, on, a causa del terratrèmol del 29 de maig de 2012, havien perdut la seva vida Don Ivan Martini. El Sant Pare es va trobar després amb la ciutadania i els fidels. El 15 de juny de 2013 es va celebrar a la Plaça dels Màrtirs la cerimònia de beatificació d'Odoardo Focherini, presidida pel cardenal Angelo Amato.

## Calendari litúrgic propri
Si bé segueix el Calendari General Romà, celebra especialment els dies següents:
- Abril

29 - Santa Caterina de Siena, Verge i Doctora de l'Església, patrona d'Itàlia
- Maig

16 - Sant Possidonio, bisbe patró de la diòcesi de Sant Possidonio i del territori de Mirandola
20 – Sant Bernardí de Siena, prevere patró principal de la ciutat i de la diòcesi
- Juny

6 - Beat Odoardo Focherini, màrtir
- Juliol

4 – Sant Bernardino Realino, prevere patró secundari de la ciutat i de la diòcesi
23 – Sant Apol·linar, bisbe i màrtir, patró de l'Emilia Romagna.
- Agost

15 – Assumpció de la Benaurada Verge Maria, titular de l'església catedral
- Setembre

4 - Aniversari de la dedicació de l'església catedral
- Octubre

4 – Sant Francesc d'Assís, Patró d'Itàia
25 – Aniversari de la dedicació de la pròpia església

## Cronologia episcopal
- Francesco Benincasa, S.J. † (13 de desembre de 1779 - 12 de setembre o 13 de desembre de 1793 mort)
- Carlo Belloni † (12 de setembre de 1794 - 22 de juliol de 1800 mort)
  - Sede vacante (1800-1807)
- Giacomo Boschi † (18 de setembre de 1807 - 21 de març de 1815 mort)
  - Sede vacante (1815-1822)
- Filippo Cattani † (19 d'abril de 1822 - 3 de juliol de 1826 nomenat bisbe de Reggio Emilia)
- Adeodato Caleffi, O.S.B. † (2 d'octubre de 1826 - 5 de juliol de 1830 nomenat bisbe de Mòdena)
- Clemente Maria Basetti † (28 de febrer de 1831 - 12 de juny de 1839 mort)
- Pietro Raffaelli † (23 de desembre de 1839 - 20 d'abril de 1849 nomenat bisbe de Reggio Emilia)
- Gaetano Maria Cattani † (7 de gener de 1850 - 28 de gener de 1863 mort)
  - Sede vacante (1863-1871)
- Gherardo Araldi † (27 d'octubre de 1871 - 11 de desembre de 1891 renuncià)
- Andrea Righetti † (14 de desembre de 1891 - 6 de juny de 1924 mort)
- Giovanni Pranzini † (18 de novembre de 1924 - 22 de juny de 1935 mort)
- Carlo De Ferrari, C.S.S. † (16 de desembre de 1935 - 12 d'abril de 1941 nomenat arquebisbe de Trento)
- Vigilio Federico Dalla Zuanna, O.F.M.Cap. † (12 de maig de 1941 - 24 de novembre de 1952 renuncià)
- Artemio Prati † (31 de desembre de 1952 - 7 d'abril de 1983 jubilat)
- Alessandro Maggiolini † (7 d'abril de 1983 - 31 de gener de 1989 nomenat bisbe de Como)
- Bassano Staffieri (11 de juliol de 1989 - 10 de juliol de 1999 nomenat bisbe de la Spezia-Sarzana-Brugnato)
- Elio Tinti (17 de juny de 2000 - 14 de novembre de 2011 jubilat)
- Francesco Cavina, des del 14 de novembre de 2011

## Estadístiques
A finals del 2004, la diòcesi tenia 90.205 batejats sobre una població de 90.855 persones, equivalent al 99,3% del total.
| any  | població | població | població | sacerdots | sacerdots       | sacerdots       | sacerdots             | diaques | religiosos | religiosos | parroquies |
| ---- | -------- | -------- | -------- | --------- | --------------- | --------------- | --------------------- | ------- | ---------- | ---------- | ---------- |
| any  | batejats | total    | %        | total     | clergat secular | clergat regular | batejats por sacerdot | diaques | homes      | dones      |            |
| 1950 | 96.000   | 96.000   | 100,0    | 92        | 84              | 8               | 1.043                 |         | 9          | 100        | 32         |
| 1959 | 100.000  | 100.637  | 99,4     | 94        | 86              | 8               | 1.063                 |         | 11         | 165        | 39         |
| 1970 | 104.600  | 104.631  | 100,0    | 88        | 80              | 8               | 1.188                 |         | 10         | 170        | 40         |
| 1980 | 110.900  | 111.044  | 99,9     | 92        | 82              | 10              | 1.205                 |         | 12         | 134        | 41         |
| 1990 | 113.700  | 114.000  | 99,7     | 75        | 70              | 5               | 1.516                 |         | 8          | 112        | 39         |
| 1999 | 113.362  | 115.447  | 98,2     | 59        | 56              | 3               | 1.921                 | 4       | 4          | 76         | 39         |
| 2000 | 115.672  | 117.938  | 98,1     | 56        | 53              | 3               | 2.065                 | 3       | 4          | 71         | 39         |
| 2001 | 114.045  | 116.927  | 97,5     | 57        | 53              | 4               | 2.000                 | 3       | 4          | 67         | 39         |
| 2002 | 113.020  | 116.273  | 97,2     | 58        | 50              | 8               | 1.948                 | 8       | 10         | 60         | 39         |
| 2003 | 113.508  | 117.416  | 96,7     | 54        | 47              | 7               | 2.102                 | 10      | 10         | 57         | 39         |
| 2004 | 112.870  | 117.659  | 95,9     | 56        | 48              | 8               | 2.015                 | 10      | 8          | 59         | 39         |
| 2006 | 114.481  | 121.223  | 94,4     | 53        | 44              | 9               | 2.160                 | 11      | 13         | 58         | 39         |